# Ересбург
Ересбург (нім. Eresburg) — найбільший з відомих нині старосаксонських замків, що розташовувався в районі сучасного німецького села Обермарсберг, що біля Марсберга (Гохзауерланд).